# ベッランテ
ベッランテ（イタリア語: Bellante）は、イタリア共和国アブルッツォ州テーラモ県にある、人口約7,000人の基礎自治体（コムーネ）。

## 地理

### 位置・広がり

#### 隣接コムーネ
隣接するコムーネは以下の通り。
- カンプリ
- カステッラルト
- モシャーノ・サンタンジェロ
- サントメーロ
- テーラモ

## 行政

### 分離集落
ベッランテには以下の分離集落（フラツィオーネ）がある。
- Bellante Stazione, Chiareto di Bellante, Collerenti, Molino San Nicola, Penna alta, Penna bassa, Ripattoni (o Ripattone), San Mauro, Sant'Angelo a Marano, Sant'Arcangelo, Villa Ardente, Villa Casalena, Villa Rasicci